# 阿尔洛
阿尔洛（法語：Arlos）是法国上加龙省的一个市镇，属于圣戈当区（Saint-Gaudens）圣贝阿县（Saint-Béat）。该市镇总面积9.41平方公里，2009年时的人口为93人。

## 人口
阿尔洛人口变化图示